# Sebastian Earl
Sebastian Earl (Tonbridge, Kent, 2 de gener de 1900 - Winchester, Hampshire, 14 d'agost de 1983) va ser un remer anglès que va competir a començaments del segle xx.
Estudià a la Universitat d'Oxford, on va destacar com a remer. El 1920 va prendre part en els Jocs Olímpics d'Anvers, on va guanyar la medalla de plata en la prova del vuit amb timoner del programa de rem.
El 1921 i 1922 va formar part de la tripulació d'Oxford a la Regata Oxford-Cambridge.